# Bogdan Popović
Bogdan Popović (în sârbă Богдан Поповић; n. 20 decembrie 1863/1 ianuarie 1864, Belgrad, Principatul Serbiei – d. 7 noiembrie 1944, Belgrad, Regatul Iugoslaviei) a fost un critic literar și publicist sârb, profesor la Universitatea din Belgrad și academician. A fost fratele lui Pavle Popović și nepotul, pe linie maternă, al lui Stefan Marković.

## Biografie
A absolvit Școala Superioară din Belgrad și Facultatea de Filosofie a Universității din Paris. În 1893 a devenit profesor la Școala Superioară din Belgrad, iar în 1905, odată cu transformarea acesteia în universitate, a fost numit profesor titular la Universitatea din Belgrad. A predat limba franceză, istoria universală, literatura comparată, teoria literaturii și estetica. Din 1914 a fost membru titular al Academiei Sârbe de Științe și Arte.
Interesul său pentru literatură s-a manifestat timpuriu, debutând literar la vârsta de 20 de ani. Contribuția sa cea mai semnificativă a fost înființarea și redactarea revistei Srpski književni glasnik, considerată cea mai influentă publicație literară sârbă de la începutul secolului al XX-lea. În primii 14 ani de existență, revista a impus standarde literare și estetice care au influențat atât scriitorii, cât și publicul larg.
A fost inițiatorul înființării PEN Clubului sârb, al Societății pentru Limbi și Literaturi Moderne, al Collegium Musicum și al Societății Prietenilor Franței. Deși a scris relativ puțin despre scriitorii sârbi, a fost considerat cel mai important critic literar sârb al epocii sale. Relația sa cu literatura sârbă este cel mai evidentă în Antologia liricii sârbe moderne, publicată pentru prima dată la Zagreb în 1911 și la Belgrad în 1912. Lucrarea este remarcată pentru prefața sa meticuloasă, selecția riguroasă a textelor și structurarea lor tematică, cuprinzând creații de la Branko Radičević până la Jovan Dučić. Ea a stârnit, totuși, discuții critice datorită omiterii unor autori importanți ai epocii, precum Vladislav Petković.
Popović este cunoscut și pentru relația sa sentimentală cu Draga Obrenović, prima iubire a acesteia. Cei doi s-au întâlnit frecvent în cercurile literare belgrădene, însă intervenția familiei Dragei a condus la încheierea premature a relației.
A avut, de asemenea, o activitate importantă în domeniul criticii de artă. Din 1922, a colaborat constant cu revista Politika, publicând studii de literatură, estetică și eseistică. A promovat o abordare pozitivistă a criticii literare, susținând idealurile de „eleganță și rafinament estetic” și afirmând că valoarea artistică a unei opere este superioară funcției sale social-etice. Din această perspectivă tradiționalistă și academică, Popović a fost considerat o autoritate incontestabilă în cercul literar sârb, fiind supranumit „ayatollahul literaturii sârbe” de către criticul Predrag Palavestra.
Personalitatea și activitatea sa literară au fost analizate în detaliu de Branko Lazarević în eseul „Bogdan Popović”.